# 수련 (포켓몬스터)
수련(スイレン, Lana)는 《포켓몬스터 썬&문》에 나오는 가공의 인물으로, 포켓몬스터 썬&문의 히로인이다.
- 성우: 키쿠치 히토미/김하영(포켓몬스터 썬&문 1~2기)→강은애(포켓몬스터 썬&문 3기, 포켓몬스터 W)

33화에서 물Z를 획득한다.
얌전한 성격과 주근깨가 특징이며, 늘 '거짓말이지롱'이라고 말하며 혀를 쏙 내민다.

## 소지 포켓몬
| 포켓몬       | 도감번호 | 잡은 에피소드                           | 놓아준 에피소드 |
| ------------ | -------- | --------------------------------------- | --------------- |
| 누리레느     | #730     | 포켓몬스터 썬&문 제106화 2019년 5월 7일 | 현재 소유 중    |
| 물결(이브이) | #133     |                                         |                 |

1화에서 누리공으로 첫 등장. 2화에서 피카츄와의 대결에서 달리기에서는 밀리지만, 수영으로 역전승한다.92화에서 키요공으로,106화에서 누리레느로 최종진화한다.